# Alexandra Paschalidou-Moreti

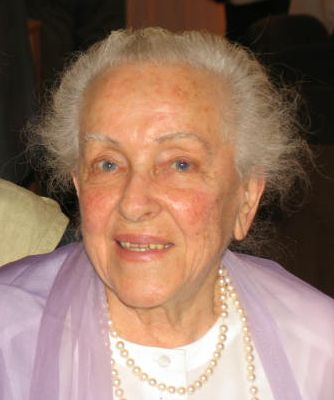
Alexandra Paschalidou-Moreti

Alexandra Paschalidou-Moreti (griechisch Αλεξάνδρα Πασχαλίδου-Μωρέτη, * 1912 in Istanbul; † 10. August 2010 in Filothei) war eine griechische Architektin. Sie erforschte und restaurierte traditionelle griechische Gebäude und gestaltete Pavillons für internationale Ausstellungen.

## Biografie

### Herkunft
Alexandra Paschalidou wurde 1912 in Istanbul geboren. In ihren offiziellen Papieren war ihr Geburtsdatum jedoch mit 1915 angegeben. Sie war die jüngste von vier Töchtern der Puppenmacherin Despina Pappa und des Geschäftsmanns Konstantinos Paschalidis. Ihre Mutter stammte ursprünglich aus Chios und war Phanari. Sie war in einem städtischen Umfeld aufgewachsen. Der Großvater, George Pappas, besaß eines der größten Filz- und Stoffgeschäfte in Istanbul. Despina Pappa wurde zu Hause unterrichtet und lernte Griechisch, Französisch, Klavierspielen und Malen. Konstantinos Paschalidis absolvierte die Landwirtschaftsschule der Universität Montpellier und leitete ein Familienunternehmen des Seidenbaus, das mit einer Fabrik in Raidesto in Ostthrakien begann und sich nach Teheran, Kios und Baku ausdehnte.
Ihre Ausbildung begann Alexandra Paschalidou an der Zappeio-Mädchenschule in Konstantinopel. Das Geschäft der Familie litt in dieser Zeit unter der Russischen Revolution. Es brach 1919 ein. 1922 zwang der Griechisch-Türkische Krieg die Familie zur Flucht, mit Stationen in Warna (1922–1923), Thessaloniki (1923–1924) und schließlich Athen (1924–1925). In Griechenland baute der Vater sein Geschäft wieder auf. Die kunsthandwerklich begabte Mutter macht ihr Hobby zum Beruf und begann, handgefertigte Puppen mit traditionellen Formen und urbaner Kleidung herzustellen. Sie emanzipierte sich finanziell, da ihre Puppen sehr erfolgreich waren und gründete eine eigene Werkstatt mit bald 15 Mitarbeitern. Sie nahm an Kunsthandwerksmessen sowie Volkskunstmessen teil und arbeitete mit bekannten Touristengeschäften der damaligen Zeit zusammen. Sie sammelte Märchen und veröffentlichte sie 1939 im Pyrsos-Verlag unter dem Titel „Märchen unseres Volkes“.

### Ausbildung
Alle vier Schwestern bekamen eine gute Ausbildung. Eleni Paschalidou-Zongolopoulou, spätere Ehefrau des Bildhauers Giorgos Zongolopoulos, wurde Malerin. Danae Paschalidou-Nikolaidi trat in die Seidenraupenzucht ihres Vaters ein. Lili (Iulia) Paschalidou-Theodoridou produzierte, ähnlich der Mutter, handgefertigte Puppen mit traditionellen Kostümen. Alexandra Paschalidou schloss die Schule am Ersten Mädchengymnasium in Athen ab. Sie beherrschte zusätzlich Französisch, Englisch und Italienisch. Ihr erster Berufswunsch war die Fliegerei. 1932 nahm sie jedoch ein Architekturstudium an der Nationalen Technischen Universität Athen auf. Die Aufnahmeprüfung hatte sie als Beste unter 600 Prüflingen bestanden. Sie war die einzige Frau der 25 Studierenden, darunter Georges Candilis, Thanos Tsingos, Aristomenis Provelengios, Nikos Triantis, Takis Lefkaditis, Georgios Giannoulellis und Dimitrios Moretis und schloss es als siebte Architektin Griechenlands im Jahr 1936 ihr Studium ab. Zu den Professoren gehörten Anastasios Orlandos und Dimitris Pikionis sowie Konstantinos Georgikopoulos, Ioannis Hatsopoulos, Konstantinos Maltezos und Theodoros Varounis.

### Berufseinstieg und erste Erfolge
Kozani, Vourka-Villa. Architekturzeichnung, Fassade, von Alexandra Paschalidou–Moreti, 1936

Link zum Bild

Unter der Leitung ihres Professors Dimitris Pikionis und der Σύλλογο Ελληνική Λαϊκή Τέχνη (Verband für griechische Volkskunst) bereiste sie in der Zeit von 1936 bis 1938 Mazedonien und die Kykladen. Dort erforschte und dokumentierte sie zusammen mit ihren Kommilitonen Dimitrios Moretis und Georgios Giannoulellis die Volkskunst und Architektur des 18. und 19. Jahrhunderts. Erst Jahre später wurde die Arbeit in zwei Bänden mit den Titeln «Αρχοντικά της Καστοριάς» ‚Villen von Kastoria‘ (1948) und «Σπίτια της Ζαγοράς» ‚Häuser von Zagora‘ (1949) veröffentlicht. Die zugehörige Forschung befindet sich heute im Benaki-Museum, das 2005 den Band «Αρχοντικά της Καστοριάς» ‚Villen von Kastoria‘ neu auflegte. Die Ergebnisse der Forschungsreisen wurden im Januar 1938 in Athen ausgestellt und erregten die Aufmerksamkeit des damaligen stellvertretenden Ministers für Presse und Tourismus, Theologos Nikoloudis. Er beauftragte Dimitris Moretis und die 26-jährige Alexandra Paschalidou mit der Gestaltung und technischen Umsetzung des griechischen Pavillons auf der Ersten Internationalen Handwerks-Ausstellung 1938 auf dem Ausstellungsgelände am Berliner Funkturm. Es war das erste Mal, dass bei einer Auslandsausstellung ein griechischer Pavillon von Fachleuten und nicht von Verwaltungsmitarbeitern geschaffen wurde. Der 150 m² große Pavillon war in seiner Form und Dekoration schlicht und verwendete Motive der griechischen Volkskunst. Paschalidou besuchte Berlin aus Anlass ihrer Tätigkeit vom 28. Mai bis 6. Juli 1938. Sie erlebte einerseits als (blonde) Ausländerin einige Auswirkungen des Lebens unter Nationalsozialistischer Herrschaft, andererseits besuchte sie Arbeiterwohnungen und Wohnblöcke im Raum Berlin und Hamburg.
Am 5. Januar 1939 heiratete sie den Architekten, Mathematiker und Dichter Dimitrios Moretis, den sie seit dem Studienbeginn im Jahre 1932 kannte. Beiden wurde Ende 1938 die Gestaltung und Umsetzung des griechischen Pavillons der 1939 New York World’s Fair übertragen. Sie brachen am 9. Januar 1939, nur wenige Tage nach ihrer Hochzeit, in die USA auf.
Alexandra Paschalidou–Moreti, Dimitris Moretis, Griechischer Pavillon, New York World’s Fair, 1939

Link zum Bild

Der Pavillon in New York wurde als Stahlkonstruktion mit einer Gesamtfläche von 1.056 m² errichtet. Der Bau war innerhalb von 100 Tagen abgeschlossen. Eichenfußböden und Bekleidungen aus griechischem Marmor wurden verwendet. Vor dem Pavillon wurden Zypressen gepflanzt und an seiner Fassade hingen Kopien des Zophoros vom Parthenon. Das Design sollte die Visionen des diktatorischen Regimes von General Ioannis Metaxas (1936–41) darstellen. Die Ausstellung sollte einerseits den Amerikanern ein positives Bild von Griechenland vermitteln und das Land vorstellen. Andererseits sollte griechischen Einwanderern ein Heimatgefühl vermittelt werden. Es wurde eine Reise nach Griechenland nachempfunden, die drei Achsen umfasste: Die Historie des Landes, die technische Kultur und touristische Ziele.
Aufgrund des Erfolgs der Ausstellung wurde Dimitris Moretis als ständiger Mitarbeiter für die technische Umsetzung der Ausstellungen eingestellt (22. April 1939) und nach ihm auch Alexandra Paschalidou–Moreti (4. Juli 1939). Am 11. Oktober 1939 wurde das Paar von Bürgermeister Fiorello La Guardia zu Ehrenbürgern der Stadt New York ernannt. Nach ihrem elfmonatigen Aufenthalt brachen sie am 22. Dezember 1939 mit dem Ozeandampfer „Nea Hellas“ von New York als einzige Passagiere auf der letzten Reise des Schiffes vor dem Zweiten Weltkrieg auf.

### Widerstand
Während der Zeit der deutschen Besatzung gehörte Paschalidou-Moreti der in Athen tätigen Gruppe „Αλίκη“ (Alice) des griechischen Widerstandes an. Die Gruppe wurde im Februar 1942 vom damaligen Vizekapitän Evgenios Valasakis gegründet und nach dessen Frau benannt. Ihr gehörten viele Offiziere der griechischen Marine an. Ziele waren, feindliche Schiffe und Einrichtungen zu sabotieren, Informationen über die Bewegungen des Feindes zu sammeln und sie schnell an das Hauptquartier im Nahen Osten weiterzuleiten sowie Fluchthilfe für Offiziere und Unteroffiziere in den Nahen Osten. Nach der Befreiung Griechenlands wurde Paschalidou-Moreti mit der Nationalen Widerstandsmedaille geehrt.

### Karriere in Ministerien
Zwischen 1939 und 1969 arbeitete sie im öffentlichen Sektor. Ab 1939 gehörte sie als Architektin zur Direktion für Kurorte und Ausstellungen des stellvertretenden Ministeriums für Presse und Tourismus. Sie arbeitete von 1941 bis 1945 in der Generaldirektion Tourismus im Ministerium für Volkswirtschaft sowie von 1945 bis 1950 als Architektin und Leiterin des Ausstellungsdienstes im Generalsekretariat für Tourismus. In den Jahren 1950 bis 1952 war sie im Handelsministerium als Architektin für die Ausstellungen der Griechischen Tourismusorganisation tätig. 1953 bis 1969 übernahm sie die Leitung des Architekturstudiendienstes der Direktion für technische Ausstellungsorganisation des Handelsministeriums im Rang eines Bauingenieurs A'.
Paschalidou-Moreti hat 135 Ausstellungen im In- und Ausland betreut, zwei Kirchen und drei Stadtplanungskonzepte entwickelt, den Wiederaufbau der touristischen Einrichtungen von Rhodos (1948 bis 1949) und die Einrichtungen der Internationalen Messe Thessaloniki in den Jahren 1950 und 1951 betreut. Sie hat Hotels, Privatvillen, Wohnungen und das Gebäude der griechischen Handwerkskammern im Zentrum von Athen entworfen.

### Rücktritt und Tätigkeit als Freie Architektin
Im Februar 1969 trat sie, einige Tage nach ihrem Mann, als hochrangige Mitarbeiterin des Handelsministeriums zurück. Der Grund war ihr Widerstand gegen die Griechische Militärdiktatur. Der Rücktritt erfolgte nach Fertigstellung einer Studie für den griechischen Beitrag auf der Expo ’70. Sie und ihr Mann gründeten das Architekturbüro Dimitris Moretis & Associates, in dem sie, bis zu ihrem Eintritt in den Ruhestand im Jahr 1976, arbeitete. Das Büro hatte seinen Sitz zuerst im Zentrum von Athen (Panepistimiou Straße 56) und später in Filothei. Auch ihre Tochter Irana Moretis wurde als Planerin in das Büro aufgenommen.
1972 führte das Büro im Auftrag des Innenministeriums eine Studie zur Schaffung von touristischen Unterkünften in der Präfektur Kefallinia durch. Die Studie umfasste Vorschläge zur Nutzung historischer und denkmalgeschützter Häuser, die das Erdbeben von 1953 überstanden hatten. Alexandra Moreti erforschte traditionelle Wohnhäuser und Kirchen. Sie erstellte Studien zur Architektur der Inseln Kefalonia, Syros, Tinos, Naxos und Paros. Dieses Werk ist in zwei Bänden mit Texten, Zeichnungen und Fotos in der Bibliothek der Technischen Kammer Griechenlands TEE erschienen.

### Engagement im Ruhestand
Alexandra Paschalidou-Moreti am Computer, 2010

Link zum Bild

Zwischen 1976 und 2010 veröffentlichte sie Artikel und Studien zu Volkskunst, Innenarchitektur sowie internationalen und weltweiten Ausstellungen. Sie reiste viel und informierte sich über die Entwicklungen im Bereich der Architektur. Sie schuf Skulpturen aus Ton und Messingguss und malte auf Leinwand. In ihren 90ern lernte sie, einen Computer zu bedienen und digital zu malen. Im Jahr 2000 illustrierte und veröffentlichte sie die Märchen ihrer Mutter neu. Sie sammelte Wörter, Redewendungen, Sprichwörter, Lieder sowie Kinderwitze und veröffentlichte den Band Politika: Sprüche im Alltag. Das Buch enthielt eigene Skizzen.
Nach dem Tod ihres Mannes 2002 ordnete sie den Nachlass. Das Archiv von Dimitrios Moretis und Alexandra Moreti vereint die jeweiligen und gemeinsamen Werke aus ihrer beruflichen Tätigkeit sowie ihre Schriften und künstlerische Werke. Es wird von ihren Kindern, der Architektin Irana Moreti–Aidonopoulou (* 1947) dem Architekten Angelos Moretis (* 1954) verwaltet.
2005 wurde Alexandra Paschalidou-Moreti Vizepräsidentin der Georgios-Zongolopoulos-Stiftung. Sie hatte die Position bis 2010 inne.
Alexandra Paschalidou-Moreti starb 2010 in Athen und wurde auf Zakynthos neben ihrem Mann begraben. Ihr letzter Entwurf war das gemeinsame Grab.
Bereits in ihren letzten Lebensjahren gab sie Interviews, in denen sie ihre Erfahrungen als eine der ersten Architektinnen Griechenlands beschrieb. Posthum wurde ihr Leben und Werk 2021 im griechischen Ableger der Ausstellung „Frau Architekt“ des Deutschen Architekturmuseums mit zwölf Architekturpionierinnen aus Deutschland und sechs aus Griechenland gezeigt. 2024 wurde die Ausstellung „Buone Nuove/Good News“. Women Changing Architecture, initiiert vom italienischen Außenministerium in Zusammenarbeit mit dem MAXXI – Museo nazionale delle arti del XXI secolo, im Byzantinischen und Christlichen Museum gezeigt. Neben den Griechinnen Elli Nikolaidou Vassilikiotis, Anastasia Tzakou und Marika Zagorisiou wurde die Architektin Alexandra Paschalidou-Moreti präsentiert.

## Auszeichnungen
- 1938 Medaille der Berliner Industrieausstellung
- 1939 Ehrenbürgerin der Stadt New York
- 1945 Nationale Widerstandsmedaille
- 1951 Medaille der Internationalen Messe Thessaloniki
- 1996 Preis der Präfektur Athen für das Lebenswerk
- 2000 Preis der Technischen Kammer Griechenlands
- 2007 Preis der Technischen Kammer Griechenlands

## Ausstellungen (Auswahl)
- 2002: Dimitris Moretis – Alexandra Moreti, Architektenvereinigung Sadas-Pea, Zentrum für Bildende Kunst Georgios Karydis, Filothei.[8]

posthum
- 2021: Frau Architekt (griechische Version), Wanderausstellung durch mehrere europäische Länder, Goethe-Institut
- 2024: Buone Nuove: Women Changing Architecture, Byzantinisches und Christliches Museum

## Schriften (Auswahl)
- Despina Pappa–Paschalidou: «Παραμύθια της Πόλης» ‚Geschichten der Stadt‘ (Illustrationen: Despina Pappa–Paschalidou, Alexandra Paschalidou-Moreti), Optima '92 Verlag, Athen, 2000. ISBN 960-8198-00-3
- «Δημήτρης Μωρέτης – Αλεξάνδρα Μωρέτη: Αποτυπώσεις Λαϊκής Αρχιτεκτονικής – Περίπτερα Διεθνών και Παγκόσμιων Εκθέσεων, Ποίηση – Μικρογλυπτική» ‚Dimitris Moretis – Alexandra Moreti: Impressionen populärer Architektur – Pavillons internationaler und Welt-Ausstellungen, Poesie – Mikroskulptur‘ Hrsg.: Georgia Papadimitropoulou, Optima '92 Verlag, Athen, 2002. Digitalisat